# Ассоциация лингвистической типологии
Ассоциация лингвистической типологии — международная научная организация, цель которой — способствовать развитию исследований по лингвистической типологии. Основана в марте 1994 года. По состоянию на начало 2013 года насчитывала более 700 членов.
Главные направления деятельности ассоциации:
- организация регулярных конференций по лингвистической типологии;
- публикация журнала по лингвистической типологии;
- вручение премий за выдающиеся типологические работы (диссертации и грамматические описания).

## Руководство
Президент ассоциации избирается сроком на четыре года. С момента основания в данной должности выступали известные типологи:
- 1995—1999: Бернард Комри
- 1999—2003: Марианна Митун
- 2003—2007: Ник Эванс
- 2007—2011: Анна Сиверска
- 2011—2015: Джоханна Николс
- 2016—2019: Джефф Гуд
- 2020—2022: Керен Райс (не до конца срока)
- 2023: Джефф Гуд (промежуточный президент)
- 2023—...: Йохан ван дер Аувера

## Журнал
Журнал «Linguistic Typology» («Лингвистическая типология») основан в 1997 году и является ведущим журналом по типологии. Издаётся издательством Mouton de Gruyter. Выходит по три номера журнала в год, общим объёмом до 500 страниц.
Главный редактор журнала с момента основания до конца 2017 года — Франс Планк; в редколлегию входят типологи из разных стран (в разные годы в её составе были, например, Джоан Байби, Джоан Бреснан, А. Е. Кибрик, Мария Копчевская-Тамм, Уильям Крофт, Эдит Моравчик, Леон Стассен, Дэн Слобин, Элис Харрис и др.). Новым главным редактором с 2018 года стала Мария Копчевская-Тамм из Стокгольмского университета.

## Конференции
Конференции ассоциации изначально происходили каждые два года по нечётным годам, причём каждый раз в новом месте. Местами проведения конференций были:
- 1995 — ALT I — Витория, Испания
- 1997 — ALT II — Юджин, США
- 1999 — ALT III — Амстердам, Нидерланды
- 2001 — ALT IV — Санта-Барбара, США
- 2003 — ALT V — Кальяри, Италия
- 2005 — ALT VI — Паданг, Индонезия
- 2007 — ALT VII — Париж, Франция
- 2009 — ALT VIII — Беркли, США
- 2011 — ALT IX — Гонконг, Китай
- 2013 — ALT X — Лейпциг, Германия
- 2015 — ALT XI — Альбукерке, США
- 2017 — ALT XII — Канберра, Австралия
- 2019 — ALT XIII — Павия, Италия

В 2020 году в связи с пандемией COVID-19 было принято перенести следующую конференцию с 2021 года на 2022 год, и в дальнейшем проводить конференции по чётным годам. Конференции начиная с 2022 года:
- 2022 — ALT XIV — Остин (Техас), США
- 2024 — ALT XV — Чжухай, Китай <запланирована>

## Премии
Во время конференций Ассоциации вручается три вида премий:
- Премия имени Гринберга (изначально — Молодёжная премия ALT) — за лучшую диссертацию в области типологии;
- Премия имени Панини (с 2007 года) — за лучшее грамматическое описание языка в форме диссертации;
- Премия имени Габеленца (с 2009 года) — за лучшее грамматическое описание языка в форме опубликованной книги.

В конце 1990-х — начале 2000-х годов лауреатами премии им. Гринберга не раз становились российские лингвисты (К. И. Казенин (1999), С. Г. Татевосов (1999), М. А. Даниэль (2001), А. В. Архипов (2007)). Как отметил в интервью член-корреспондент РАН В. А. Плунгян, «примерно две трети призёров — это российские лингвисты. При том, что в состав жюри ни одного российского лингвиста не входит — ну, я входил один раз, однако помимо меня там было много других лингвистов из разных стран. И это молодые люди, которые только что защитили диссертацию. Можно подавать диссертации и на русском…».